# Hyagnis gabonicus
Hyagnis gabonicus är en skalbaggsart som beskrevs av Stefan von Breuning 1939. Hyagnis gabonicus ingår i släktet Hyagnis och familjen långhorningar.
Artens utbredningsområde är:
- Gabon.
- Ghana.
- Kenya.
- Togo.

Inga underarter finns listade i Catalogue of Life.